# Harold Austin
Sir Harold Bruce Gardiner Austin est un joueur de cricket et homme politique barbadien né le 15 juillet 1877 à Enmore et mort le 27 juillet 1943 à Collymore Rock. Il débute avec l'Équipe de la Barbade de cricket en 1895, et est le capitaine de l'équipe des Indes occidentales lors de deux tournées en Angleterre, en 1906 et 1923, avant que celle-ci ne soit autorisée à disputer des test-matchs. Il occupe le poste de Speaker (président) de l'Assemblée de Barbade de 1934 à 1937 et de 1938 à 1942.

## Biographie
Harold Austin naît le 15 juillet 1877 à Enmore. Il débute avec l'équipe de la Barbade contre une équipe anglaise menée par R. Slade Lucas, en 1894-1895. Pour la première fois, en 1900, une équipe des Indes occidentales, représentant plusieurs entités des Caraïbes, effectue une tournée en Angleterre. Austin est nommé capitaine, mais ne peut finalement y participer : il est engagé dans la seconde guerre des Boers. Il mène toutefois les deux tournées similaires suivantes, en 1906 et 1923. Il est élu à l'Assemblée de Barbade en 1915 et en occupe le rôle de Speaker (président) de 1934 à 1937 et de 1938 à 1942. Personnalité très influente du cricket caribéen, il est l'un des principaux artisans de la création du West Indies Cricket Board of Control (WICBC, futur WICB), en 1927, et en est le premier président.